# 1934년 미국 하원의원 선거
1934년 미국 하원의원 선거는 1934년 11월 6일에 치러진 미국 하원의원 선거로, 프랭클린 루즈벨트 행정부의 뉴딜 정책에 대한 찬반투표 성격으로 치러졌다. 미국 사상 최초로 중간선거에서 여당의 의석 수가 증가한 선거였다.

## 선거 결과

### 정당별 선거 결과
의석수
| 정당                | 의석수 |
| ------------------- | ------ |
| 민주당              | 322석  |
| 공화당              | 103석  |
| 위스콘신 진보당     | 7석    |
| 미네소타 농민노동당 | 3석    |
| 합계                | 435석  |

득표
| 정당                | 득표수     | 득표율 |
| ------------------- | ---------- | ------ |
| 민주당              | 17,519,821 | 53.41% |
| 공화당              | 13,434,477 | 40.95% |
| 미네소타 농민노동당 | 395,040    | 1.2%   |
| 사회당              | 392,946    | 1.2%   |
| 위스콘신 진보당     | 334,345    | 1.02%  |
| 기타                | 727,469    | 2.22%  |
| 총합                | 32,804,098 |        |